# Bernd Tauber
Bernd Tauber (* 7. Mai 1950 in Göppingen) ist ein deutscher Film-, Fernseh- und Theaterschauspieler.

## Leben und Karriere
Bernd Tauber wuchs als jüngstes Kind eines böhmischen Glasschleifers und einer Berliner Übersetzerin in Göppingen auf. Seine Schauspielausbildung absolvierte Tauber von 1971 bis 1973 an der Staatlichen Hochschule für Musik und Darstellende Kunst in Stuttgart. Da seine Leistungen hervorragend waren, wurde seine Zwischenprüfung als Abschlussprüfung anerkannt. Nach einer kurzen Anstellung am Staatstheater in Kassel war er von Januar bis August 1973 als erster Deutscher, der ein halbjähriges Stipendium erhielt, am Teatr Laboratorium bei Jerzy Grotowski in Wrocław (Breslau). Weitere Theaterengagements und -tourneen in Deutschland, Österreich und der Schweiz folgten.
Einem breiteren Publikum wurde er 1976 als Bäckerlehrling Werner Wild in Das Brot des Bäckers bekannt. An Soweit das Auge reicht (1980) war er mit eigenen Liedern beteiligt. Großen Erfolg feierte er 1981 mit seiner Rolle in dem Film Das Boot. Ursprünglich wollte ihn Wolfgang Petersen als Kommandant (statt Jürgen Prochnow), doch Tauber war die Rolle zu groß, und er fand als Obersteuermann Kriechbaum seine Rolle. Berühmt wurde er auch durch seine Rolle als Benno Zimmermann in den Anfangsfolgen (1–156) der ARD-produzierten Seifenoper Lindenstraße (1985–1988). In der 1754. Folge der Serie (1. März 2020) hatte er einen Gastauftritt als Geist. Auch für zahlreiche weitere bekannte Fernsehproduktionen stand Bernd Tauber vor der Kamera, so trat er u. a. mehrfach in den Fernsehserien Tatort, Die Kommissarin oder Polizeiruf 110 auf.
Neben seiner Tätigkeit als Schauspieler wirkt Tauber an Hörspielen mit und schreibt wortspielerische, freche oder kritische Musiktexte. Mit Konrad Haas, einem ehemaligen Mitglied der Gruppe Steinwolke, tritt er in der Formation Die Hausmeister auf, mit der er auch CDs produziert und auf Tournee geht.

## Filmografie (Auswahl)
- 1976: Notwehr (Regie: Hartmut Griesmayr)
- 1976: Das Brot des Bäckers (Regie: Erwin Keusch)
- 1977: Halbe-Halbe (Regie: Uwe Brandner)
- 1978: Marija (Fernsehfilm, Regie: Horst Flick)
- 1979: Theodor Chindler (Regie: Hans W. Geißendörfer)
- 1979: Fallstudien (Fernsehfilm, Regie: Hartmut Griesmayr)
- 1979: St. Pauli-Landungsbrücken (Fernsehserie, eine Folge)
- 1980: Auf Achse (Fernsehserie, Staffel 1, Folge 4)
- 1979: Soweit das Auge reicht (Regie: Erwin Keusch)
- 1980: Bäume ausreißen (Fernsehfilm, Regie: Maria Neocleous)
- 1981: Das Boot (Regie: Wolfgang Petersen)
- 1982: Qualverwandtschaften (Fernsehfilm, Regie: Ulrich Heising)
- 1982: Die Krimistunde (Fernsehserie, Folge 3, Episode: „Verwirrung“)
- 1982: Tiritomba (Regie: Ulrich Heising)
- 1983: Reifenwechsel (Fernsehfilm, Regie: Wolfgang Storch)
- 1983: Die Krimistunde (Fernsehserie, Folge 8, Episode: „Willkommen in unserer Bank“)
- 1983: Kerbels Flucht (Fernsehfilm, Regie: Erwin Keusch)
- 1984: Tatort: Haie vor Helgoland (Fernsehreihe, Regie: Hartmut Griesmayr)
- 1985–1988, 2020: Lindenstraße (Fernsehserie)
- 1986: Der Fahnder (Fernsehserie, eine Folge)
- 1986: Ohne Lizenz (Fernsehfilm, Regie: Ralph Bridle)
- 1987: Retouche (Regie: Dieter Funk)
- 1987–2011: Ein Fall für zwei (Fernsehserie, acht Folgen)
- 1988: Die Krimistunde (Fernsehserie, Folge 30, Episode: „Der Preis der Erkenntnis“)
- 1989: Bumerang-Bumerang (Regie: Hans W. Geißendörfer)
- 1991: Amaurose (Regie: Dieter Funk)
- 1992: Gudrun (Regie: Hans W. Geißendörfer)
- 1993: Tatort: Bienzle und die schöne Lau (Regie: Hartmut Griesmayr)
- 1994–2006: Die Kommissarin (Fernsehserie)
- 1996: Tresko – Der Maulwurf (Regie: Hartmut Griesmayr)
- 1997: Der Fischerkrieg (Regie: Klaus Gietinger)
- 1997: Tatort: Bienzle und der tiefe Sturz (Regie: Peter F. Bringmann)
- 1997: Der Mörder meiner Mutter (Regie: Rainer Wolffhardt)
- 1997: Todesspiel (Regie: Heinrich Breloer)
- 1998: Die Beischlafdiebin (Regie: Christian Petzold)
- 1998: Sylvia – Eine Klasse für sich (Regie: Erwin Keusch)
- 1998: Das merkwürdige Verhalten geschlechtsreifer Großstädter zur Paarungszeit (Regie: Marc Rothemund)
- 1998: Polizeiruf 110: Tod und Teufel (Regie: Berthold Mittermayr)
- 1998: Tatort: Schüsse auf der Autobahn (Regie: Hartmut Griesmayr)
- 1998: Hallo, Onkel Doc! (Fernsehserie, Folge Giftskandal)
- 1999: Tatort: Bienzle und die blinde Wut (Regie: Hartmut Griesmayr)
- 1999: Schlaraffenland (Regie: Friedemann Fromm)
- 2000: Strandgut (Regie: Antonia Jerrentrup)
- 2000: Die innere Sicherheit (Regie: Christian Petzold)
- 2000: Schimanski: Tödliche Liebe (Regie: Andreas Kleinert)
- 2000: Tatort: Direkt ins Herz (Regie: Wolfgang Panzer)
- 2001: Es muss Liebe sein (Regie: Felix Dünnemann)
- 2001: Nur das Blaue vom Himmel (Regie: Peter Henning)
- 2002: Polizeiruf 110: Silikon Walli (Regie: Manfred Stelzer)
- 2002: Polizeiruf 110: Memory (Regie: Hans Erich Viet)
- 2003: Tatort: Bienzle und der Tod im Teig (Regie: Hartmut Griesmayr)
- 2003: Der Puppengräber (Regie: Peter Henning, Claudia Prietzel)
- 2003, 2013: Alarm für Cobra 11 – Die Autobahnpolizei (Fernsehserie, zwei Folgen)
- 2003: Gott ist tot (Regie: Kadir Sözen)
- 2004: Vinzent (Regie: Ayassi)
- 2005: Blackout Journey (Regie: Siegfried Kamml)
- 2005: Fremde Haut (Regie: Angelina Maccarone)
- 2005: Ein Geschenk des Himmels (Regie: Olaf Kreinsen)
- 2005: Polizeiruf 110: Vollgas (Regie: Hartmut Griesmayr)
- 2005: Tatort: Scheherazade (Regie: Peter Henning, Claudia Prietzel)
- 2005: Margarete Steiff (Regie: Xaver Schwarzenberger)
- 2005: Großstadtrevier (Fernsehserie, Folge Voss in Nöten)
- 2005: Der Alte – Folge 305: Tödliche Verstrickung
- 2005: SOKO Leipzig (Fernsehserie)
- 2006: Die Rosenheim-Cops: Die Gattin des Anwalts
- 2006, 2014: SOKO Wismar (Fernsehserie, zwei Folgen)
- 2006: Ludenmann macht fertig (Regie: Andreas Jaschke)
- 2007: Tatort: Bienzle und sein schwerster Fall (Regie: Hartmut Griesmayr)
- 2007: Der Alte – Folge 321: Der Lockvogel
- 2007: Notruf Hafenkante (Fernsehserie, Folge Jackpot)
- 2008: Kommissarin Lucas: Der schwarze Mann (Regie: Christiane Balthasar)
- 2008: Tatort: Der Kormorankrieg (Regie: Jürgen Bretzinger)
- 2008: Eschede Zug 884 (Regie: Raymond Ley)
- 2009: Die zwei Leben des Daniel Shore (Regie: Michael Dreher)
- 2009: Die Unbedingten (Regie: Andreas Jaschke)
- 2009: Tannöd (Regie: Bettina Oberli)
- 2009: Der Alte (Fernsehserie)
- 2011: Der letzte Bulle (Fernsehserie, Folge Die verpasste Chance)
- 2011: Schimanski: Schuld und Sühne (Fernsehreihe, Regie: Thomas Jauch)
- 2011: Der Staatsanwalt (Fernsehserie)
- 2012: Tatort: Scherbenhaufen (Fernsehreihe, Regie: Johannes Grieser)
- 2013: Die Kronzeugin – Mord in den Bergen (Regie: Christiane Balthasar)
- 2014: Heldt (Fernsehserie, Folge Feuerteufel)
- 2015: SOKO Köln (Fernsehserie, Folge Verfluchte Millionen)
- 2015: Pampa Blues (Regie: Kai Wessel)
- 2015: In aller Freundschaft – Die jungen Ärzte (Fernsehserie, Folge Entscheidungen)
- 2015: Trash Detectiv (Regie: Maximilian Buck)
- 2015: Mord in bester Gesellschaft: Bitteres Erbe
- 2019: WaPo Bodensee (Fernsehserie, Folge Teufel)
- 2021: Inga Lindström: Der schönste Ort der Welt
- 2022: SOKO Stuttgart (Fernsehserie, Folge Der letzte Wille)
- 2022: Tatort: Borowski und der Schatten des Mondes (Fernsehreihe)
- 2024: About a Hero (Regie: Piotr Winiewicz)
- 2024: Morden im Norden (Fernsehserie, Folge: Drei Schwestern)

## Hörspiele
- 2013: Martin Gülich: Septemberleuchten – Regie: Felicitas Ott (SWR)
- 2013: Johannes Weiß: Frauenmörder Heinrich Pommerenke – eine Spurensuche – Regie: Mark Ginzler (Hörspiel – SWR)

## Diskografie
- 1999: Wie geleckt – Die Hausmeister
- 2006: Auf Betten gerostet – Die Hausmeister

## Auszeichnungen
- 1977: Bundesfilmpreis (Filmband in Gold) mit Nachwuchsstipendium für die Rolle des Werner Wild in Das Brot des Bäckers
- 2006: Kulturpreis der Stadt Rottweil, u. a. für seine engagierte Mitarbeit im Zimmertheater Rottweil